# Antiguo hospital de San Juan

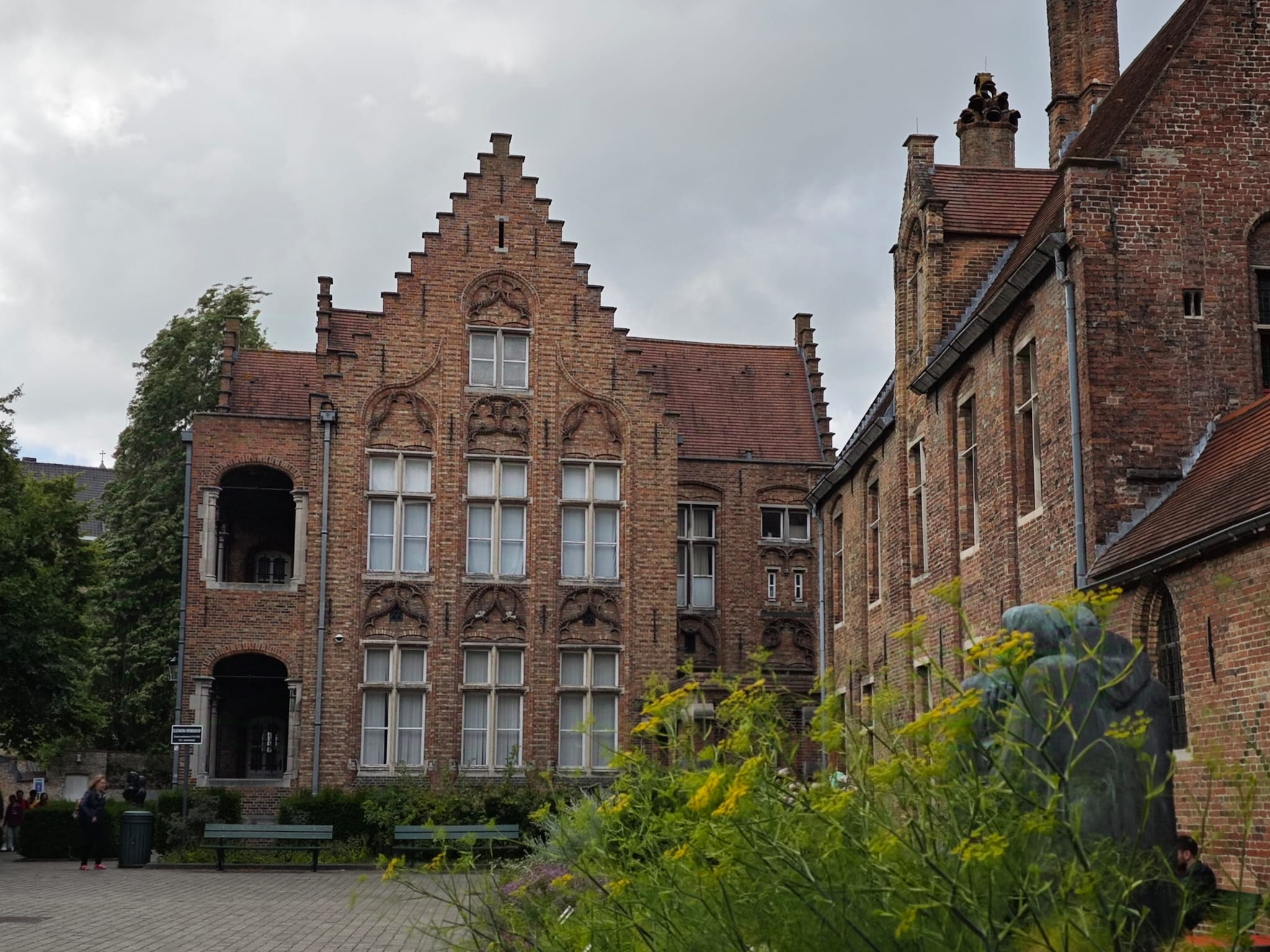
Hospital de San Juan, Ubicado en Brujas

El antiguo hospital de San Juan (del neerlandés: Oud Sint-Janshospitaal) fue un hospital medieval en Brujas. Fundado a mediados del siglo XII.

## Localización
Ubicado junto a la Iglesia de Nuestra Señora, las instalaciones contienen algunos de los edificios hospitalarios más antiguos de Europa. El hospital creció durante la Edad Media y fue un lugar donde se atendía a los peregrinos y viajeros enfermos. Posteriormente, el sitio se amplió con la construcción de un monasterio y un convento. En el siglo XIX, la construcción adicional condujo a un hospital con ocho salas alrededor de un edificio central.
No fue hasta 1977 que el edificio dejó de funcionar como hospital, momento en el que se trasladó a un hospital más moderno en Brujas Sint-Pieters. La ciudad de Brujas se hizo cargo de los edificios. En la actualidad, una parte del complejo hospitalario alberga el popular museo Hans Memling, llamado así por el pintor neerlandés de origen alemán, donde se exponen varias de sus obras, como trípticos, así como historiales hospitalarios, instrumentos médicos y otras obras de arte.
El recinto del hospital también se utiliza como centro de congresos y exposiciones, el Recinto Oud Sint-Jan.